# Cucullia convexipennis
Cucullia convexipennis är en fjärilsart som beskrevs av Augustus Radcliffe Grote och Robinson 1868. Cucullia convexipennis ingår i släktet Cucullia och familjen nattflyn. Inga underarter finns listade i Catalogue of Life.